# Miss Texas USA

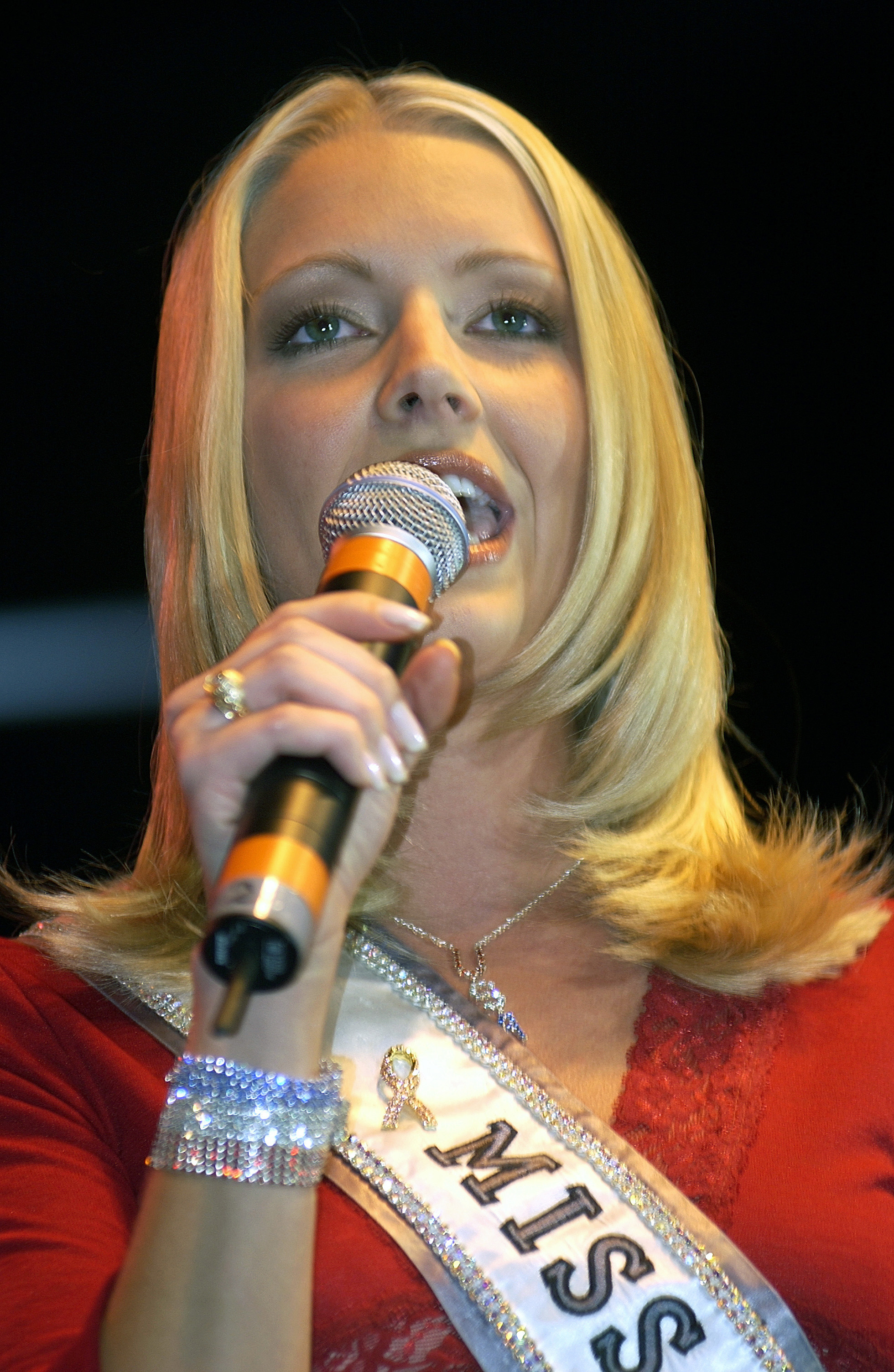
Kandace Krueger, Miss Texas e Miss USA 2001

O concurso Miss Texas USA é uma das etapas estaduais do concurso Miss USA. Neste caso, a vencedora do concurso nacional participa do Miss Universo.
Apesar de ter conquistado nove títulos de Miss USA, apenas uma vencedora do Miss Texas USA trouxe o título de Miss Universo. Entre 1985 e 1989, o Estado venceu o concurso nacional por cinco vezes consecutivas. Foi a fase das chamadas Texas Aces. Na história do certame, o Texas é o que tem o maior número de classificações para as semifinais ou finais - 45 no total, e possui o maior número de premiações especiais (nove, no total).
É uma das mais competitivas etapas estaduais do Miss USA; em algumas oportunidades, o número de candidatas passa de 100, fato este que não se verifica em nenhuma etapa estadual do Miss Brasil até o momento.
Christy Fichtner, vencedora do Miss USA 1986 e segunda colocada do Miss Universo 1986, tem uma famosa primeira substituta (2ª colocada) da disputa nacional, a vencedora do Óscar, Halle Berry.

## Ex-vencedoras do Miss Texas Teen USA no Miss USA
Apesar de um alto número de ex-vencedoras do Miss Texas Teen USA terem tentado vencer o título de Miss Texas USA, apenas quatro foram bem-sucedidas.
Uma rara ocorrência foi verificada em 2001 quando todas as vencedoras do Miss Texas Teen USA entre 1995 e 2000 competiram no concurso Miss Texas USA 2002.  Andria Mullins (1997) foi terceira colocada, Christie Lee Woods (1996) foi quarta, Mandy Jeffreys (1995) foi semi-finalista e Nicole O'Brian, Christie Cole e Misty Giles não se classificaram.
Ex-vencedoras do Miss Texas Teen USA que competiram no Miss Texas USA, mas não venceram o título são:
- Mandy Jeffreys (1995), uma não-finalista em 1998 e 2000, semi-finalista em 2002 e 2004, 4ª colocada em 1999 e 2003 e 2ª colocada em 2001.
- Christie Lee Woods, (1996), foi a primeira ex-Miss Teen USA a não vencer uma etapa estadual do Miss USA em sua primeira tentativa. Ela competiu primeiro para o título de Miss Texas USA 2002, onde ficou em quarto lugar.  She foi semi-finalista em 2003 e novamente em 2004, em seu último ano de elegibilidade.
- Andria Mullins (1997), não-finalista em 1999 e 2000, semi-finalista em 2001, 2003, e 2004, terceira colocada em 2002, competiu em Nova York em 2005 (5ª colocada) e 2007 (2ª colocada) e California em 2006 (Top 10 and Miss Fotogenia).
- Misty Giles (1999) foi não-finalista em 2001, 2002 e 2003.
- Christie Cole (1998) foi não-finalista em 2002.
- Tye Felan (2003), foi finalista em 2005

Vencedoras bem-sucedidas do Teen incluem:
- Kara Williams (1991) - 3ª colocada em 1995, Miss Texas USA 1996
- Carissa Blair (1992) - Top 12 em 1997, 3rd runner-up in 1998, Miss Texas USA 1999
- Nicole O'Brian (2000) - Não-finalista em 2002, Miss Texas USA 2003
- Magen Ellis (2004) - Top 15 em 2005, Miss Texas USA 2007

## Vencedoras

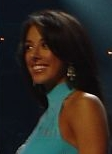
Stephanie Guerrero, Miss Texas USA 2004

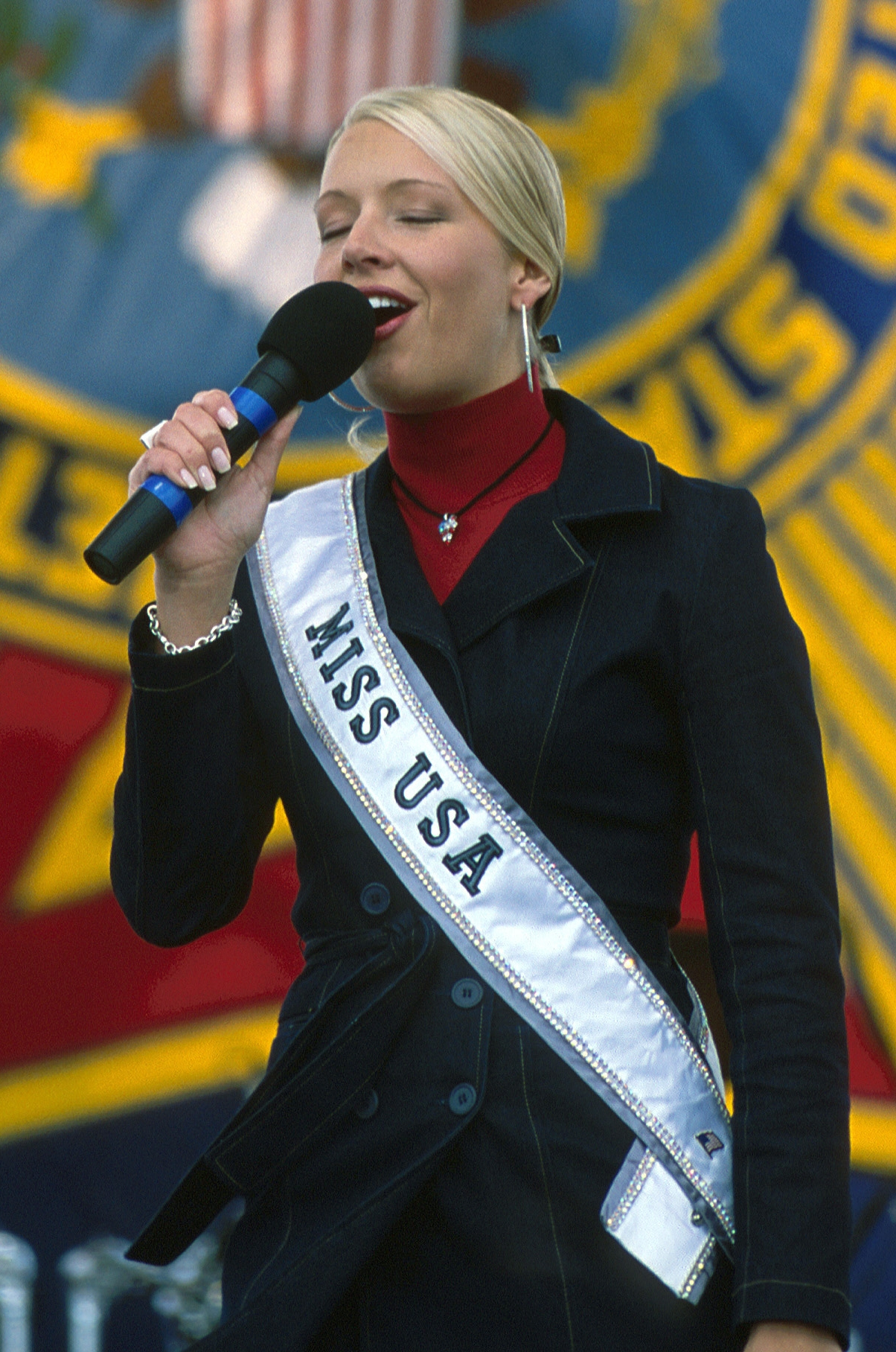
Kandace Krueger, Miss USA 2001

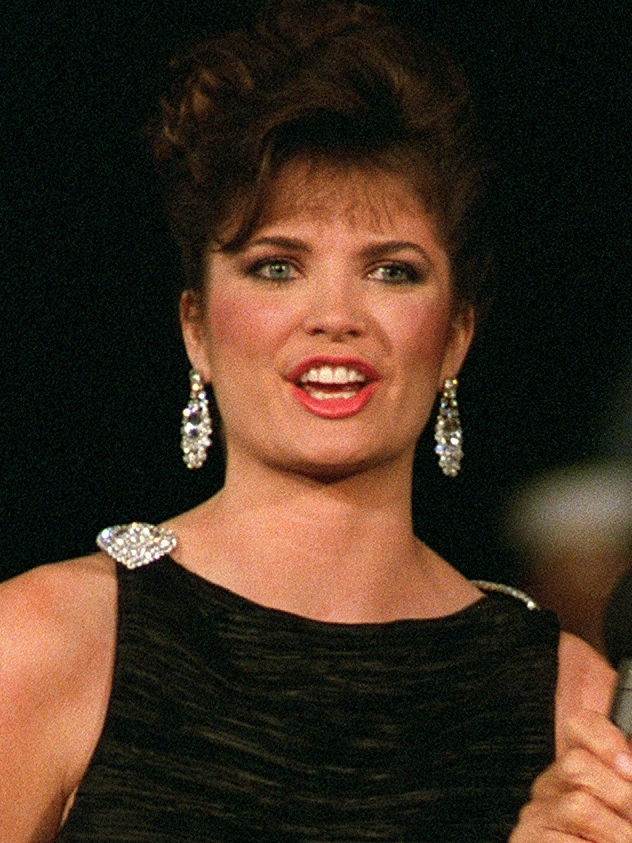
Michelle Royer, Miss Texas USA e Miss USA 1987

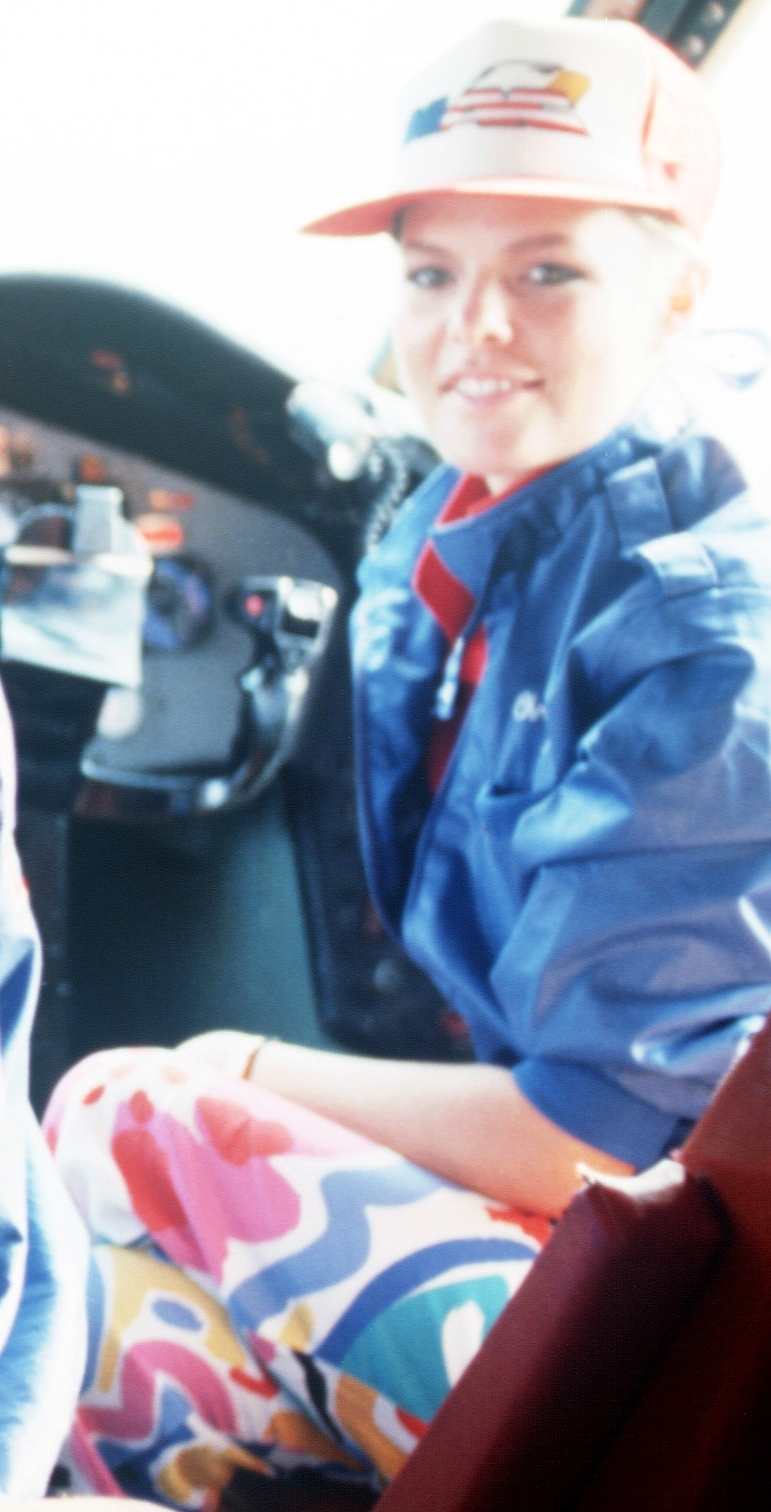
Christy Fichtner, Miss Texas USA e Miss USA 1986

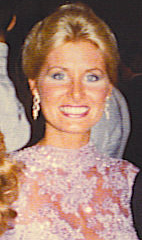
Lisa Allred, Miss Texas USA 1983

| Ano  | Nome                   | Cidade de origem | Título local             | Idade1 | Classificação no Miss USA | Premiação especial no Miss USA           | Notas                                                                               |
| ---- | ---------------------- | ---------------- | ------------------------ | ------ | ------------------------- | ---------------------------------------- | ----------------------------------------------------------------------------------- |
| 2020 | Taylor Kessler         | Houston          | Miss Lone Star           | 23     |                           |                                          | Foi Miss Grand USA 2017                                                             |
| 2019 | Alayah Benavidez       | San Antonio      | Miss San Antonio         | 23     |                           |                                          |                                                                                     |
| 2018 | Logan Lester           | Humble           | Miss Harris County       | 26     | Top 15                    |                                          |                                                                                     |
| 2017 | Nancy Gonzalez         | Kemah            | Miss Kemah               | 20     |                           |                                          |                                                                                     |
| 2016 | Daniella Rodriguez     | Laredo           | Miss Central Webb County | 19     |                           |                                          | Foi Miss Texas Teen USA 2013                                                        |
| 2015 | Ylianna Guerra         | McAllen          | Miss Tropics of Texas    | 22     | 2ª colocada               |                                          |                                                                                     |
| 2014 | Lauren Guzman          | Laredo           | Miss Central Laredo      | 24     |                           |                                          |                                                                                     |
| 2013 | Alexandria Nugent      | Dallas           | Miss North Texas         | 19     | 5ª colocada               |                                          |                                                                                     |
| 2012 | Brittany Booker        | Friendswood      | Miss Houston             | 21     | Top 10                    |                                          |                                                                                     |
| 2011 | Ana Rodriguez          | Laredo           | Miss Central Laredo      | 25     | 4ª colocada               |                                          |                                                                                     |
| 2010 | Kelsey Moore           | El Paso          | Miss El Paso             | 19     |                           |                                          |                                                                                     |
| 2009 | Brooke Daniels         | Tomball          | Miss Harris County       | 22     | Top 10                    | Ficou em sexto lugar                     |                                                                                     |
| 2008 | Crystle Stewart        | Missouri City    | Miss Fort Bend County    | 26     | Vencedora                 |                                          | Top 10 no Miss Universo 2008                                                        |
| 2007 | Magen Ellis            | Tyler            | Miss Houston             | 20     | Top 10                    |                                          | Foi Miss Texas Teen USA 2004 (Top 15 no Miss Teen USA 2004)                         |
| 2006 | Lauren Lanning         | Friendswood      | Miss Houston             | 22     | Top 10                    |                                          |                                                                                     |
| 2005 | Tyler Willis           | Lubbock          | Miss Central Plains      | 25     | Top 15                    | Miss Fotogenia                           |                                                                                     |
| 2004 | Stephanie Guerrero     | Lake Jackson     | Miss Houston             | 23     | Top 15                    |                                          |                                                                                     |
| 2003 | Nicole O'Brian         | Friendswood      | Miss Bay Area            | 20     | 2ª colocada               |                                          | Foi Miss Texas Teen USA 2000 (2ª colocada e melhor traje de banho no Miss Teen USA) |
| 2002 | Kasi Kelly             | Bridgeport       | Miss DFW                 | 20     | Top 12                    |                                          |                                                                                     |
| 2001 | Kandace Krueger        | Austin           | Miss Austin              | 24     | Vencedora                 |                                          | 3ª colocada no Miss Universo 2001                                                   |
| 2000 | Heather Ogilvie        | Houston          | Miss Southeast Texas     | 22     |                           |                                          |                                                                                     |
| 1999 | Carissa Blair          | Houston          | Miss Southeast Texas     |        |                           |                                          | Foi Miss Texas Teen USA 1992                                                        |
| 1998 | Holly Mills            | San Antonio      | Miss San Antonio         |        | Top 5                     |                                          |                                                                                     |
| 1997 | Amanda Little          | Wylie            | Miss Metroplex           |        | Top 6                     |                                          |                                                                                     |
| 1996 | Kara Williams          | Houston          | Miss Harris County       |        | Top 10                    |                                          | Foi Miss Texas Teen USA 1991 (Top 12 no Miss Teen USA 1991)                         |
| 1995 | Chelsi Smith           | Deer Park        | Miss Galveston County    | 21     | Vencedora                 | Miss Simpatia e melhor em traje de banho | Miss Universo 1995                                                                  |
| 1994 | Christine Friedel      | El Paso          | Miss El Paso             |        | Top 6                     |                                          |                                                                                     |
| 1993 | Angie Sisk             | Houston          | Miss Fort Bend County    |        | Top 12                    |                                          |                                                                                     |
| 1992 | Katie Young            | Fort Worth       | Miss Fort Worth          |        | Top 11                    |                                          |                                                                                     |
| 1991 | Chris Bogard           | Tomball          | Miss North Harris County |        |                           |                                          |                                                                                     |
| 1990 | Stephanie Kuehne       | Missouri City    | Miss Houston             |        | Top 12                    |                                          | Miss Wonderland 1989                                                                |
| 1989 | Gretchen Polhemus      | Fort Worth       | Miss Fort Worth          | 23     | Vencedora                 |                                          | 3ª colocada no Miss Universo 1989                                                   |
| 1988 | Courtney Gibbs         | Fort Worth       | Miss Metroplex           | 21     | Vencedora                 |                                          | Top 10 no Miss Universo 1988                                                        |
| 1987 | Michelle Royer         | Keller           | Miss Keller              | 21     | Vencedora                 |                                          | 3ª colocada no Miss Universo 1987                                                   |
| 1986 | Christy Fichtner       | Dallas           | Miss Dallas County       | 23     | Vencedora                 |                                          | 2ª colocada no Miss Universo 1986                                                   |
| 1985 | Laura Martinez Herring | El Paso          |                          | 21     | Vencedora                 |                                          | Top 10 no Miss Universo 1985                                                        |
| 1984 | Laura Shaw             | Burleson         |                          | 19     | Top 10                    | Miss Fotogenia                           |                                                                                     |
| 1983 | Lisa Allred            | Fort Worth       |                          |        | 2ª colocada               | Miss Fotogenia                           | 7ª colocada no Miss Mundo 1983                                                      |
| 1982 | Luann Caughey          | Abilene          |                          |        | 2ª colocada               |                                          | 5ª colocada no Miss Mundo 1982                                                      |
| 1981 | Diana Durnford         | El Paso          |                          |        | Top 12                    |                                          |                                                                                     |
| 1980 | Barbara Buckley        | Midland          |                          |        | Top 12                    |                                          |                                                                                     |
| 1979 | Anne Hinnant           | Houston          |                          |        | Top 12                    |                                          |                                                                                     |
| 1978 | Barbara Horan          | Dallas           |                          |        | 3ª colocada               | Melhor Traje Típico Estadual             |                                                                                     |
| 1977 | Kimberly Tomes         | Houston          |                          | 21     | Vencedora                 | Melhor Traje Típico Estadual             | Top 12 no Miss Universo 1977, 2ª colocada no Miss Mundo USA 1974                    |
| 1976 | Candice Gray           | El Paso          |                          |        | Top 12                    |                                          |                                                                                     |
| 1975 | Aundie Evers           | El Paso          |                          |        | 5ª colocada               |                                          |                                                                                     |
| 1974 | Debra Cronin           |                  |                          |        |                           |                                          |                                                                                     |
| 1973 | Lavon McConnell        |                  |                          |        | Top 12                    | Melhor Traje Típico Estadual             |                                                                                     |
| 1972 | Susan Peters           |                  |                          |        |                           | Miss Fotogenia                           |                                                                                     |
| 1971 | Brenda Lynn Box        |                  |                          |        | 2ª colocada               |                                          |                                                                                     |
| 1970 | Diane Swendeman        |                  |                          |        | Top 15                    | Miss Simpatia                            |                                                                                     |
| 1969 | Sandy Drewes           |                  |                          |        | Top 15                    |                                          |                                                                                     |
| 1968 | Jeannie Wilson         |                  |                          |        |                           |                                          |                                                                                     |
| 1967 | Bonnie Robinson        |                  |                          |        | Top 15                    |                                          |                                                                                     |
| 1966 | Dorothy Pickens        | Edinburg         |                          |        | Top 15                    |                                          |                                                                                     |
| 1965 | Phillis Johnson        |                  |                          |        | Top 15                    |                                          |                                                                                     |
| 1964 | Diane Balloun          |                  |                          |        | 2ª colocada               |                                          |                                                                                     |
| 1963 | Cheryl Wilburn         | Houston          |                          |        |                           |                                          |                                                                                     |
| 1962 | Jackie Williams        |                  |                          |        | Top 15                    |                                          |                                                                                     |
| 1961 | Sheila Wade            | Dallas           | Miss Lake Whitney        |        |                           |                                          |                                                                                     |
| 1960 | Pat Cloud              |                  |                          |        |                           |                                          |                                                                                     |
| 1959 | Carelgean Douglas      |                  |                          |        | 2ª colocada               |                                          |                                                                                     |
| 1958 | Linda Daugherty        |                  |                          |        | Top 15                    |                                          |                                                                                     |
| 1957 | Gloria Hunt            |                  |                          |        | Top 15                    |                                          |                                                                                     |
| 1956 | Jo Dodson              |                  |                          |        | 5ª colocada               |                                          |                                                                                     |
| 1955 | Mary Daughters         |                  |                          |        | Top 15                    |                                          |                                                                                     |
| 1954 | Betty Lee              |                  |                          |        | 4ª colocada               |                                          |                                                                                     |
| 1953 | Joan Bradshaw          |                  |                          |        | Top 15                    |                                          |                                                                                     |
| 1952 | Charlene McClary       |                  |                          |        |                           |                                          |                                                                                     |

1 Idade na época do concurso Miss USA